# Дикора
Дикора (енгл. Decorah) град је у америчкој савезној држави Ајова. По попису становништва из 2010. у њему је живело 8.127 становника.

## Демографија
Према попису становништва из 2010. у граду је живело 8.127 становника, што је -45 (-0.6%) становника више него 2000. године.
| Група             | 2000.         | 2010.         |
| Белци             | 7.784 (95,3%) | 7.589 (93,4%) |
| Афроамериканци    | 92 (1,1%)     | 123 (1,5%)    |
| Азијати           | 131 (1,6%)    | 180 (2,2%)    |
| Хиспаноамериканци | 106 (1,3%)    | 165 (2,0%)    |
| Укупно            | 8.172         | 8.127         |